# Ayesha Dutt
Ayesha Dutt (née le 5 juin 1960) est une productrice de films indienne, ancienne mannequin et actrice. Elle est l'épouse de l'acteur de Bollywood Jackie Shroff et la mère de Tiger Shroff.